# Roman Pindel

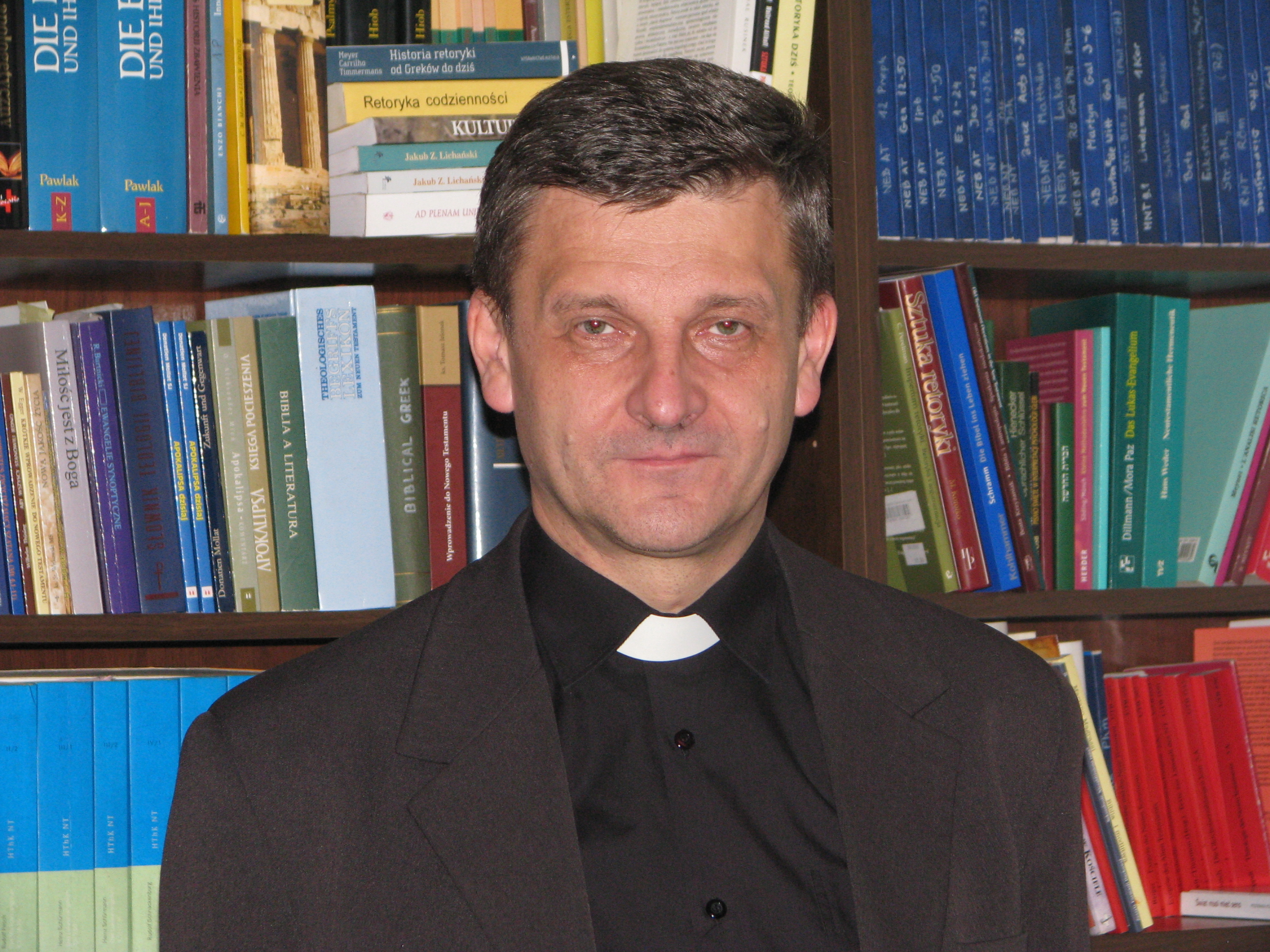
Roman Pindel

Wappen

Roman Pindel (* 18. November 1958 in Auschwitz) ist ein polnischer Geistlicher und römisch-katholischer Bischof von Bielsko-Żywiec. 

## Leben
Er trat 1977 in das Priesterseminar in Krakau ein und empfing am 22. Mai 1983 das Sakrament der Priesterweihe. Nach Kaplansjahren in Kozy und Racławice ging er 1986 zu weiteren biblischen Studien an die Päpstliche Theologische Akademie in Krakau. Dort erwarb er 1988 das Lizenziat und wurde 1990 zum Doctor theologiae promoviert. Ab 1992 lehrte er in Krakau als Professor und habilitierte sich im Jahr 2001. Anschließend ging er für ein Jahr nach Rom an das Päpstliche Bibelinstitut. Ab 2004 war er Spiritual und ab 2010 Regens des Krakauer Priesterseminars. Im September 2013 wurde er zum Präsidenten der Regentenkonferenz der polnischen Priesterseminare ernannt.
Papst Franziskus ernannte ihn am 16. November 2013 zum Bischof von Bielsko-Żywiec. Der Erzbischof von Krakau, Stanisław Kardinal Dziwisz, spendete ihm am 6. Januar des folgenden Jahres in der Kathedrale von Bielsko die Bischofsweihe. Mitkonsekratoren waren der Apostolische Nuntius in Polen, Erzbischof Celestino Migliore, und Pindels Amtsvorgänger Tadeusz Rakoczy.